# Козли (Вілейський район)
Козли (біл. вёска Казлы) — село в складі Вілейського району Мінської області, Білорусь. Село підпорядковане Іллінській сільській раді, розташоване в північній частині області.

## Історія
У 1921–1945 роках село знаходилось у Польщі, у Вільнюській губернії, Вілейського повіту, гміні Хотеньчиці.

## Населення
- 1866 рік - 251 люди, 24 будинки[1]
- 1921 рік - 398 люди, 69 будинки[2].
- 1931 рік - 436 люди, 78 будинки[3].